# سد ویکتوریا (سریلانکا)
سد ویکتوریا (به لاتین: Victoria Dam) یک سد قوسی و نیروگاه برقابی در سری‌لانکا است که در استان مرکزی (سری‌لانکا) واقع شده‌است.